# Maladrerie Saint-Barthélemy de Vézelay
La maladrerie Saint-Barthélemy est une ancienne léproserie datant du XIIIe siècle, située à Vézelay, point de départ de l'une des principales voies de pèlerinage de Saint-Jacques-de-Compostelle.
Fondée au Sud-Ouest de la ville fortifiée, le flux des pèlerins nécessitait des lieux d'accueil et de soins, fondations hospitalières pour les maladies particulièrement contagieuses et incurables.

## Histoire
La léproserie fut fondée au XIIIe siècle par la prestigieuse abbaye Sainte-Marie-Madeleine de Vézelay ; elle fut ensuite réunie à l'hospital de Vézelay créée en 1696 sur décision de Louis XIV qui y intègre également la Maison-Dieu de Saint-Père-sous-Vézelay.
Après la révolution française, elle fut transformée en ferme ; les archives font état de grosses réparations en 1829 et de nouvelles constructions dans la seconde moitié du XIXe siècle, notamment d'une grange, d'une citerne, d'une bouverie et d'un hangar.
Le site, propriété de la commune depuis décembre 2003, est l’abandon et les terres font l'objet d'un bail environnemental pour l'exploitation des pâturages.
Les vestiges des bâtiments, y compris les murs de clôture font l’objet d’une inscription au titre des monuments historiques depuis le 29 mai 2020,.

## Description
Des constructions d'origine subsistent la chapelle, très remaniée pour devenir bâtiment agricole ; le voûtement, aujourd'hui disparu était supporté par de fines colonnes élancées toujours en place que l'on peut rapprocher de celles du quartier abbatial de Vézelay, notamment de celle de la maison Desfourneaux rue des Bochards.
Sous la grange, il existe une cave dont les voûtes d'arêtes sont portés par de puissantes colonnes à chapiteaux feuillagés du premier art gothique.